# Église de Jérusalem de Bruges
L'église de Jérusalem est un édifice religieux catholique sis à Bruges, en Belgique. Édifiée dans la première moitié du XVe siècle par les descendants d'Opice Adornes, commerçant génois, elle est une des rares églises de Belgique relevant du domaine privé.  

## L'église
Opice Adornes est un commerçant génois venu s'établir en Flandres au XIIIe siècle. Il y fait fortune. Ses descendants y construisent une église sur le modèle de l'église du Saint-Sépulcre de Jérusalem. Jacques Adornes et son frère Pierre avaient effectué un pèlerinage dans la ville sainte où, selon la tradition, des mesures précises du bâtiment auraient été prises. La croix de Jérusalem est représentée au sommet de la tour de l'église. L'édifice est la propriété de l'ASBL Adornes. C'est une des rares églises privées de Belgique.
L'intérieur, outre des monuments funéraires et deux retables flamands, contient un ensemble de six verrières du XVe siècle représentant différents membres de la famille. Au centre de l'église, devant le maître-autel évoquant le Golgotha et les instruments de la Passion, se trouvent les gisants en pierre d'Anselme Adornes et de Marguerite Van der Banck.
Les anciennes maisons-dieu, attenantes au complexe, sont actuellement occupées par le Kantcentrum, le Centre de dentelle de Bruges.

## Sources
- (nl) N. Geinaert, Adornes en Jeruzalem. Internationaal leven in het 15de- en 16de-eeuwse Brugge, cat. d'exp., Bruges, 1983.

- (nl) Cet article est partiellement ou en totalité issu de l’article de Wikipédia en néerlandais intitulé « Jeruzalemkerk (Brugge) » (voir la liste des auteurs).